# Hiago de Oliveira Ramiro
Hiago de Oliveira Ramiro, meglio noto come Hiago Ramiro o semplicemente Hiago (Ariquemes, 20 settembre 1991), è un calciatore brasiliano, attaccante del Goianésia.

## Carriera
Ha debuttato nel calcio senior con la Juventude, facendo parte sia della squadra B che della prima squadra.
Nell'estate del 2012 ha iniziato la sua prima breve parentesi in Europa, nella seconda serie rumena, con l'ingaggio da parte dell'UTA Arad. Rientrato in Brasile, si è diviso tra Canoas e Arapongas prima di tornare in Europa, questa volta in Slovacchia al Senica, dove è stato presentato il 27 giugno 2013 con un prestito annuale che includeva anche il compagno di squadra e connazionale Cristovam. Ha segnato 5 gol nel corso dell'intera Superliga slovacca 2013-2014.
Successivamente ha fatto ancora rientro in Brasile, per vestire la maglia di alcune squadre militanti in campionati nazionali minori: il Londrina tra il 2014 e il 2015, il Maringá nel 2016, il Sergipe nel 2016-2017 e il Fortaleza nel 2017.
Il 19 gennaio 2018, gli svedesi del Kalmar hanno annunciato l'ingaggio di Hiago per la stagione sportiva 2018.
La parentesi svedese, durante la quale ha segnato 4 gol in 25 partite di campionato, è durata solo un anno: nel gennaio 2019 infatti è stato ingaggiato dal Centro Sportivo Alagoano.